# Vorobjovy Gory (metrostation Moskou)
Vorobjovy Gory (Mussenheuvels,Russisch: Воробьёвы горы) is een station aan de Sokolnitsjeskaja-lijn van de Moskouse metro. Het station is geïntegreerd in een brug over de Moskva en is destijds geopend als Leninskije Gory (Leninheuvels). De huidige naam, Mussenheuvels, kreeg het station tijdens een langdurige reparatie van het station en de brug. 

## Geschiedenis
Het metrostation "Leninskije Gory" werd op 12 januari 1959 geopend als onderdeel van de tweede verlenging van de Sokolnitsjeskaja-lijn tussen Sportivnaja en Oeniversitet. Na de opening van deze verlenging telde het Moskouse net 55 stations. 

### Aanleg
In het algemeen ontwikkelingsplan van de Moskouse metro van 1938 was de verlenging van de eerste metrolijn naar het zuiden, de Froenzenskaja-radius, opgenomen met een station ten westen van de destijds geplande nieuwbouw voor de universiteit. Het traject zou geheel ondergronds lopen en de Moskva kruisen tussen de stations Loezjniki en Oeniversitet. Na het overlijden van Stalin in 1953 kwam het decreet omtrent de eliminatie van excessen in de architectuur en de bouw waarmee kostenbesparingen werden ingeluid. De eerste twee stations van de Froenzenskaja-radius werden nog gebouwd volgens Stalins plannen maar tijdens de terreininrichting van Loezjniki in 1954 werd de rest van het tracé ingrijpend gewijzigd. Om bouwkosten te verminderen werd gekozen voor een brug in plaats van een tunnel om de Moskva te kruisen. Hierbij werd bovendien besloten om een gecombineerde brug te bouwen met een metrostation op 10 meter boven het water en daarboven een autoweg. Zodoende kwam het eerste metrostation in Rusland op een brug over een rivier tot stand. De brug werd gebouwd in 1958 en het station werd 282 meter lang en 17,6 meter breed, destijds zowel het langste als het breedste station van de Moskouse metro. Behalve de unieke ligging op een brug en het geribde plafond boven het perron, leek het in veel opzichten op de sobere bovengrondse stations van de Filjovskaja-lijn die in dezelfde periode zijn gebouwd. De versobering kwam tot uiting door de geasfalteerde perrons, pilaren in plaats van pylonen en eenvoudige lampen in plaats van kroonluchters. De bouw werd onder tijdsdruk uitgevoerd hetgeen leidde tot ontwerpfouten. Om metaal te besparen en geluid te dempen werden metalen steunen vervangen door gewapend beton. Teneinde ook in de wintermaanden te kunnen bouwen werd natriumnitraat aan het cementmengsel toegevoegd zodat het beton niet bevriest tijdens het gieten. Hierdoor was de brug in recordtijd gereed maar in de jaren daarna sloeg de betonrot toe. De roestende wapening drukte de betonnen platen van binnenuit kapot waardoor ze niet meer waterdicht waren. Na ruim een half jaar, op 8 juli 1959, stroomde al water en modder in de verdeelhal en de treinen tijdens een forse regenbui. In juni 1960 vielen de eerste duraluminiumplaten van de kroonlijsten vier meter naar beneden. In de loop der jaren nam het draagvermogen van de brug met 60% af. Toen ook de betonnen vloeren begonnen af te brokkelen werd het station op 20, volgens sommige bronnen 25, oktober 1983 voor reizigers gesloten. Om het metroverkeer in stand te houden werden hulpbruggen met eigen pijlers naast de brug gelegd. Vanaf 1986 tot augustus 2002 passeerden de metro's het station zonder te stoppen via de hulpbruggen. Het wegverkeer op de bovenste verdieping werd stilgelegd omdat er geen hulpbruggen beschikbaar waren voor het wegverkeer. Pas door de opening van de Berezjkovski brug op 28 oktober 1998 had het wegverkeer een alternatief.

### Herbouw
De bouw van de hulpbruggen viel samen met het begin van de perestrojka in de Sovjet-Unie. In deze tijd waren er weinig financiële middelen beschikbaar en na het uiteenvallen van de Sovjet-Unie werden de economische problemen nog groter. Deze omstandigheden verhinderden de reparatie van het station. De naam van het station werd op 12 mei 1999 gewijzigd in Vorobjovy Gory (Mussenheuvels) zoals het gebied ook heette voor de Russische revolutie. Dit besluit werd genomen op grond van de Moskouse verordening betreffende toponiemen uit 1998. De werkzaamheden begonnen pas in 1999 toen de economie zich herstelde na de Roebelcrisis, zodoende was het station ruim 19 jaar gesloten. 
In de zomer van 2002 werd een beperkte dienst over de brug onderhouden en van 6 juli tot 5 augustus 2002 was de Sokolnitsjeskaja-lijn ten zuiden van Sportivnaja helemaal gesloten. Tijdens deze afsluiting werden de sporen weer aangesloten op de sporen langs de perrons en de beglazing in de wanden van het station hersteld. Hierna zijn de hulpbruggen verwijderd en werd het station op 14 december 2002 heropend. Het herbouwde station is nu 270 meter lang en 3 meter breder dan in 1959. Het hoofd van de Moskouse metro , D. Gajev, noemde het nieuwe interieur “De algemene stijl van de metro in Moskou”. De vloeren en het perron zijn bekleed met grijs graniet, de plinten en muren van de gangen bestaan uit wit en groen marmer. De kolommen zijn aanzienlijk dikker dan bij de oorspronkelijke constructie en ook de muren van de doorgangen naar de verdeelhallen zijn van marmer. Door de glazen wanden van het station biedt het station uitzicht op de rivier, de Mussenheuvels, het Olympisch Stadion en het nieuwe gebouw van de Academie van Wetenschappen. De stationschef heeft een kantoor boven het perron dat lijkt op de brug van een schip. In november 2010 werden 10 ronde glazen vitrines met verlichting op het perron geplaatst. Deze dienen als tentoonstellingsruimte voor wisselende  tentoonstellingen. Hier werden o.a. objecten van het Darwin-museum, het Staatssportmuseum, de Russische geografische vereniging, ruimtevaart organisatie Roscosmos, Porceleinfabrieken en het Staatstheater tentoongesteld. In de aanloop naar het wereldkampioenschap voetbal 2018 werden de speelsteden en deelnemende landen gepresenteerd in de vitrines.

## Ligging en toegangen
Het station ligt tussen de stations Oeniversitet en Sportivnaja op een brug over de Moskva, op beide oevers is een toegang tot het station. De toegangshal op de linkeroever ligt in het rayon Chamovniki van de centrale okroeg onder de metrohelling tussen Sportivnaja en Vorobjovy Gory. De reizigers bereiken het perron met een roltrap en via een gang tussen de sporen. Op de rechteroever ligt de verdeelhal tussen de sporen via een vaste trap kunnen de reizigers de toegangen onder het spoor aan de Vorobjovskajakade bereiken, een roltrap leidt naar de toegang boven de sporen in de mussenheuvels. Deze toegangen liggen op de grens van de okroegen west en zuid-west. Voetgangers kunnen de brug ook aan de buitenkant van het station oversteken. De metrohelling overbrugt een hoogte verschil van ruim 50 meter aan de stadskant, op de andere oever sluiten de sporen direct aan op de tunnel naar het zuiden. Omdat de straat nog veel hoger ligt dan de uitgang is hier op 22 juli 1959 een overdekte roltrapgroep geopend voor de reizigers tussen het station en de hoger gelegen Kosyginstraat. Deze roltrap is, in dezelfde stijl, tegelijk met het station gebouwd en heeft tot 1988 dienst gedaan. Na de sluiting raakte de roltrap in verval en bij de herbouw van het station is deze niet meegenomen. Reizigers moeten sinds de heropening van het station zelf door het bos naar boven lopen om de Kosyginstraat te bereiken. In september 2018 werd het herstel van de roltrap aangekondigd. Het terrein werd omheind en de voorbereidingen voor de herstelwerkzaamheden gingen van start. In 2019 werd de, inmiddels 60 jaar oude, vervallen bovenbouw gesloopt. Vervolgens werden nieuwe toegangsgebouwen en een nieuwe overkapping van de roltrappen opgetrokken. Na de plaatsing van drie nieuwe roltrappen werd de herbouwde roltrapgroep op 23 december 2022 geopend.

## Galerij

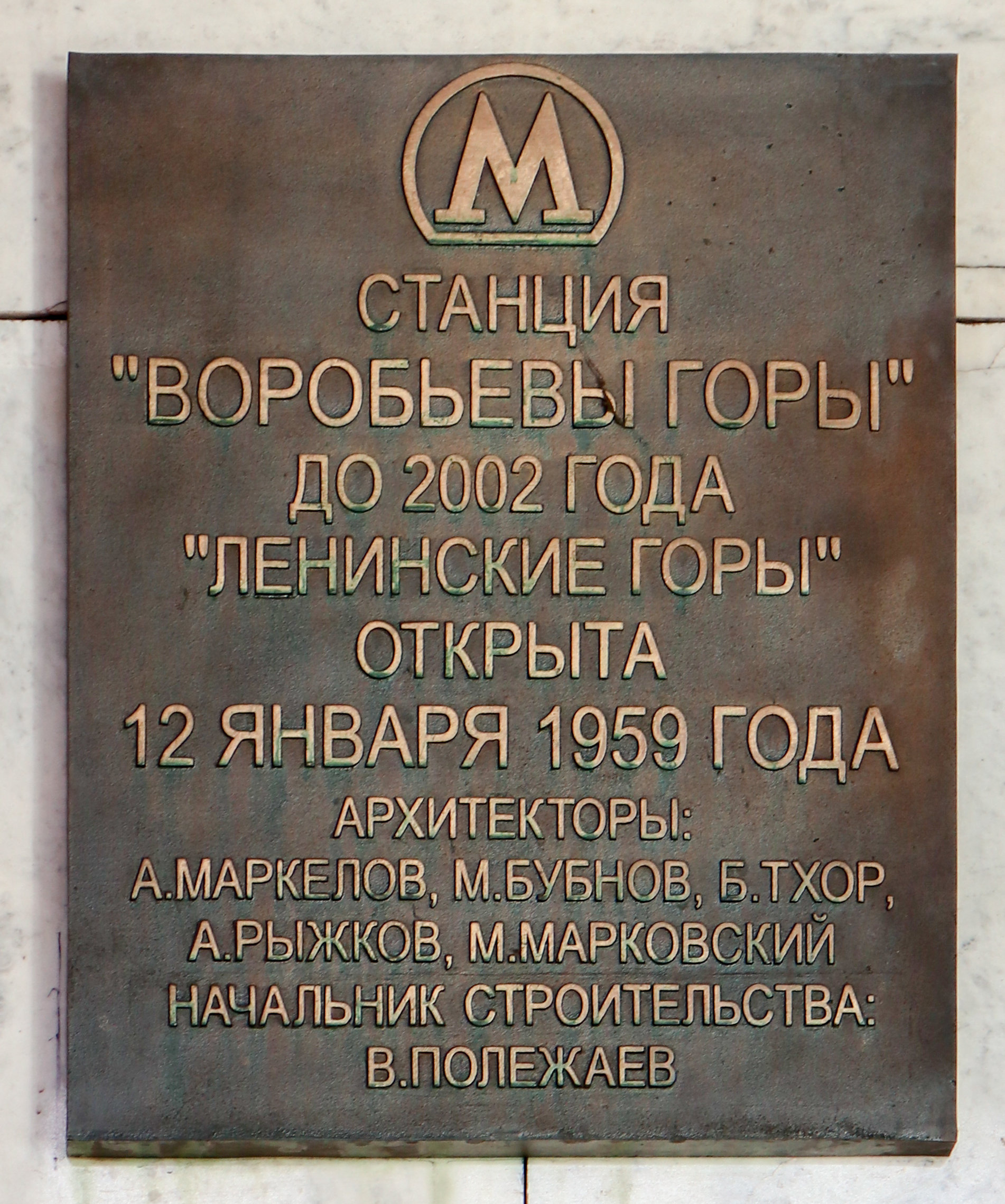
Het officiële naambord
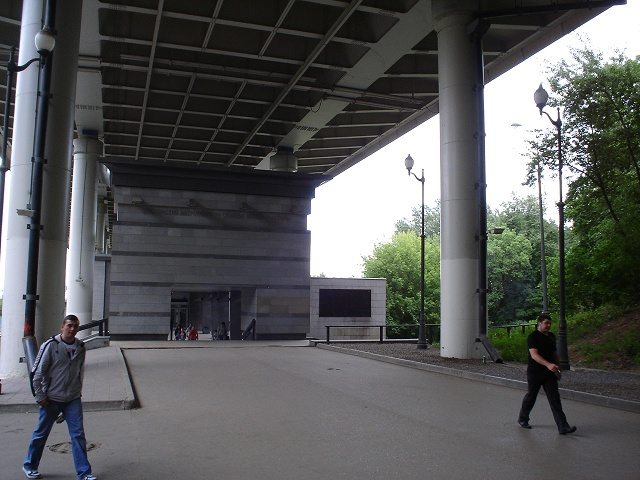
De bovenste ingang aan de zuidkant
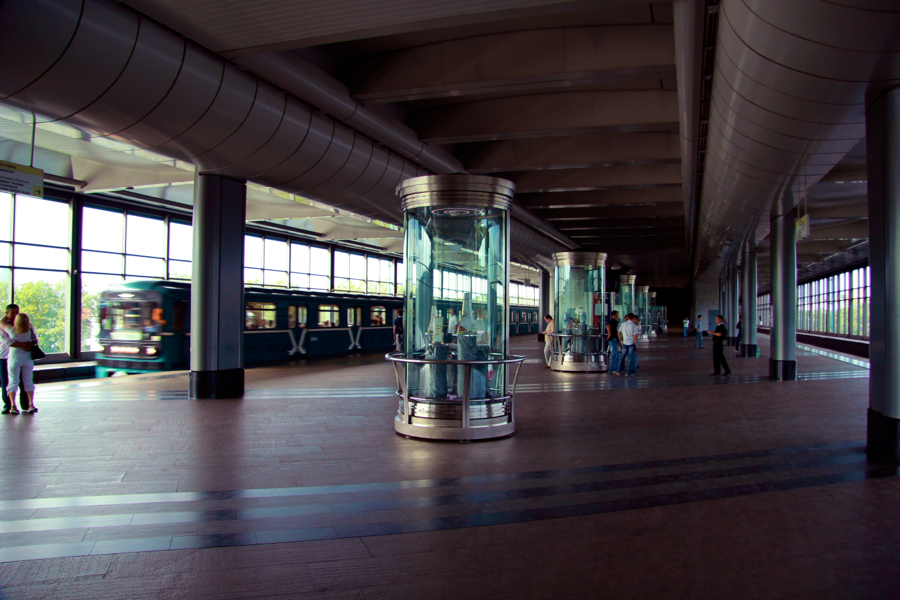
Het perron na de verbouwing
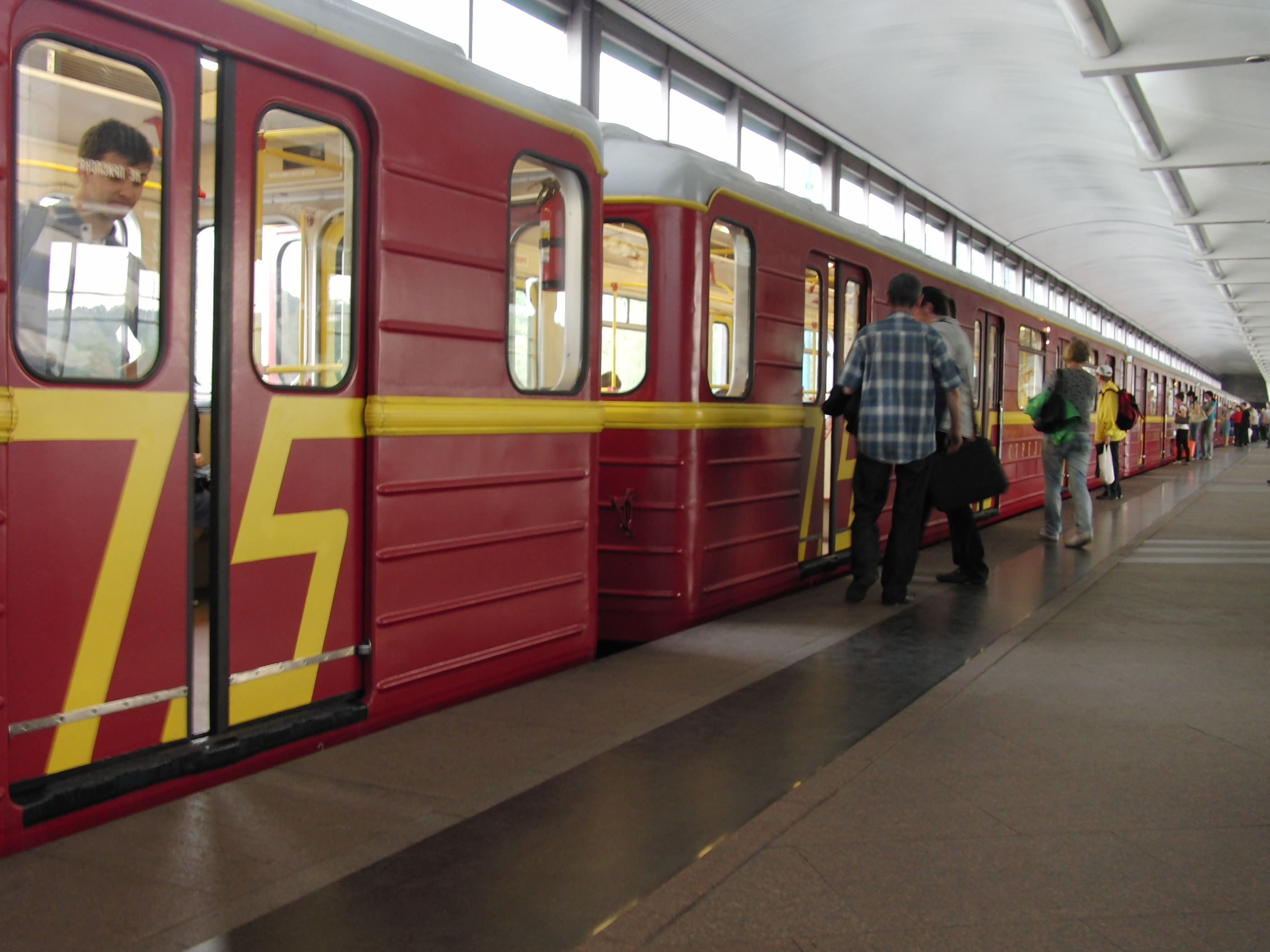
De jubileumtrein voor 75 jaar metro in het station op 15 mei 2010
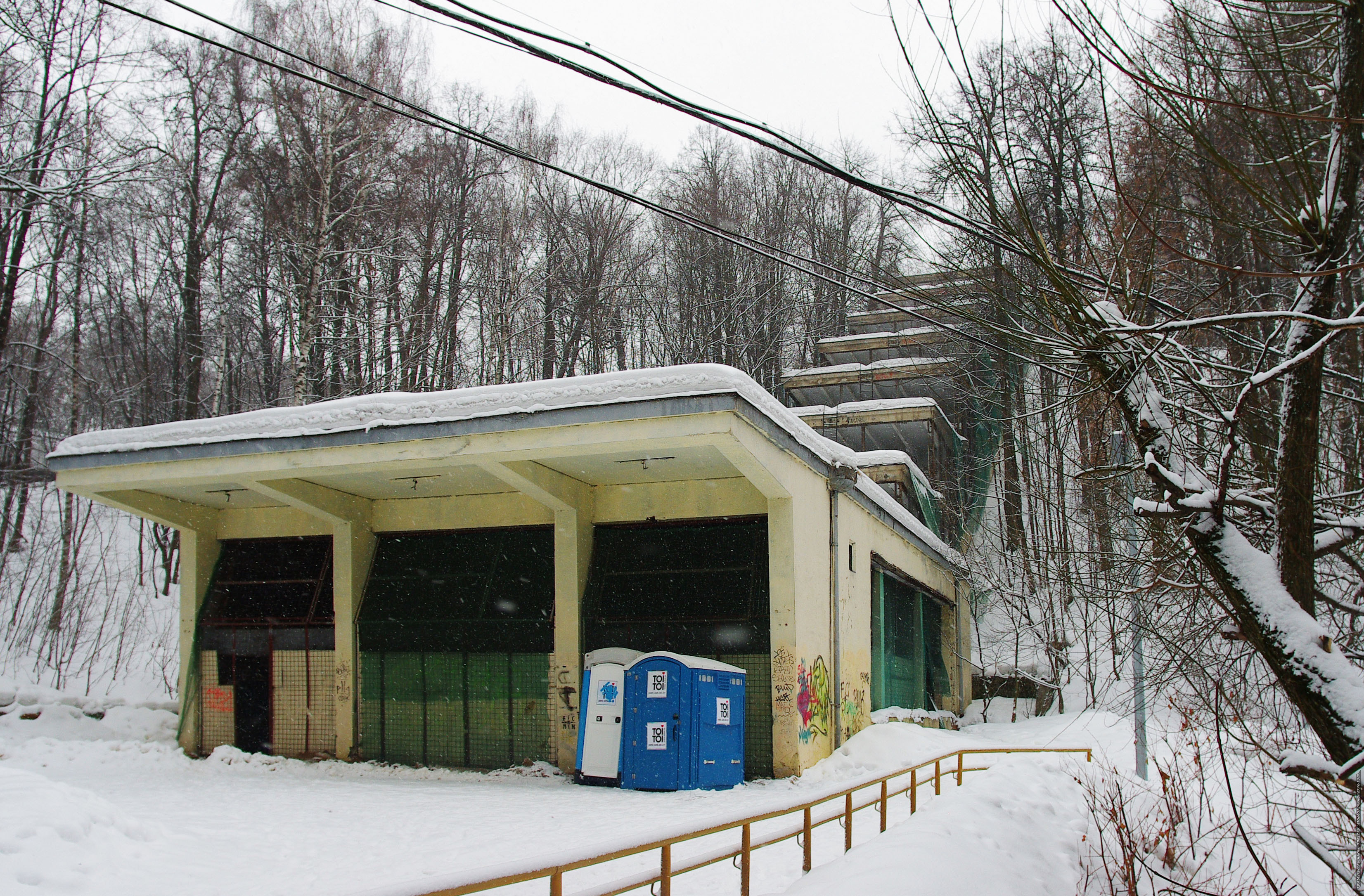
De overkapping van de roltrappen, maart 2012
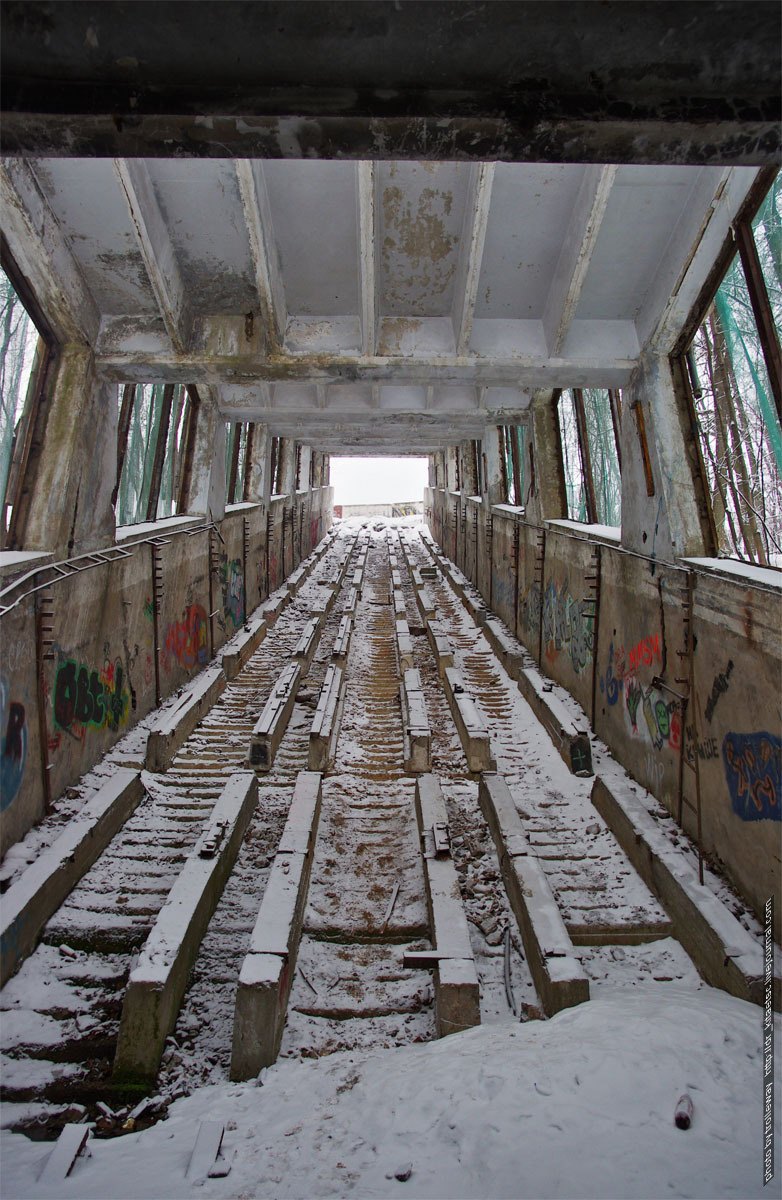
Van binnen zonder de roltrappen, maart 2012